# Earl Bostic
 (février 2017).
Si vous disposez d'ouvrages ou d'articles de référence ou si vous connaissez des sites web de qualité traitant du thème abordé ici, merci de compléter l'article en donnant les références utiles à sa vérifiabilité et en les liant à la section « Notes et références ».
 (mai 2020).
Earl Bostic (né en 1913 à Tulsa à l'Oklahoma, et décédé sur scène à New York en 1965) était un saxophoniste, arrangeur et chef d'orchestre américain de jazz et de rhythm and blues. 

## Carrière
Il joue avec Cousin Joe, Hot Lips Page en 1941 et avec Lionel Hampton entre 1943 et 1944. À partir de cette date, il dirige avec succès, plusieurs groupes sous son nom, notamment pour ses enregistrements originaux de Flamingo, Sleep et Cherokee.
Earl Bostic eut un impact reconnu sur de nombreux musiciens de jazz, notamment Art Blakey, Benny Golson, Zutty Singleton, John Coltrane, en les accueillant dans son groupe. Une brève de l'Association for Recorded Sound Collections suggère que le style des solos de Bostic peut être considéré comme l'origine de la méthode « sheets of sound » (littéralement « feuilles de son », expression d'Ira Gitler) développée par Coltrane.
Toujours selon John Coltrane, Bostic avait une grande maîtrise de son instrument. 
En octobre 1965, alors qu'il jouait avec son groupe pour le premier concert d'une résidence musicale au Town House Motor Inn de Rochester (dans l'état de New York), il est victime d’une attaque cardiaque. Deux jours plus tard, il meurt des suites de cette attaque.

## Discographie
- 1939 : Haven't named it yet, avec Hampton
- 1945 : Liza
- 1948 : Tiger Rag
- 1950 : Seven steps
- 1951 : Sleep, Flamingo
- 1952 : Steamwhistle jump (Take the A train)
- 1953 : Cherokee
- 1956 : For You
- 1957 : Alto-Tude
- 1957 : Dance Time
- 1957 : Invitation To Dance
- 1957 : Let's Dance With Bostic
- 1958 : Bostic Rocks
- 1958 : C'Mon And Dance With Earl Bostic
- 1958 : Dance Music From The Bostic Workshop
- 1958 : Alto Magic in Hi-Fi
- 1959 : Earl Bostic and His Alto Sax
- 1959 : Earl Bostic Plays Old Standards
- 1959 : Ain't Misbehavin'
- 1961 : Hit Tunes of Big Broadway Shows
- 1962 : By Popular Demand
- 1963 : Earl Bostic Plays Bossa Nova
- 1963 : Fantastic Fifties
- 1964 : Jazz As I Feel It
- 1964 : New Sound